# 獨角仙屬
叉犀金龜屬（学名：Trypoxylus）是金龜科兜蟲亞科的一屬，又稱為雙叉犀金龜屬。

## 物種
叉犀金龜屬分为以下幾個物種：
- 戴叉犀金龟 Trypoxylus davidis (Deyrolle & Fairmaire，1878)
- 獨角仙 Trypoxylus dichotomus (Linnaeus, 1771)，双叉犀金龟
- 缅甸双叉犀金龟 Trypoxylus kanamorii Nagai, 2006，缅甸仙，缅甸独角仙，金森氏叉犀金龟